# Ред Шат (Луизијана)
Ред Шат (енгл. Red Chute) насељено је место без административног статуса у америчкој савезној држави Луизијана.

## Демографија
По попису из 2010. године број становника је 6.261, што је 277 (4,6%) становника више него 2000. године.
| Група             | 2000.         | 2010.         |
| Белци             | 5.207 (87,0%) | 5.114 (81,7%) |
| Афроамериканци    | 432 (7,2%)    | 479 (7,7%)    |
| Азијати           | 48 (0,8%)     | 76 (1,2%)     |
| Хиспаноамериканци | 185 (3,1%)    | 450 (7,2%)    |
| Укупно            | 5.984         | 6.261         |